# Robot Communications
Robot Communications Inc. (яп. 株式会社ロボット Кабусики-гайся Роботто:) — японская анимационная студия, основанная 3 июня 1986 года. Располагается в Токио.

## История
Основана 3 июня 1986 года в Токио. Она получила премию «Оскар» за лучший анимационный короткометражный фильм «La Maison en Petits Cubes».

## Работы

### Аниме-сериалы
- Trouble Chocolate (1999—2000) (совместно с AIC Cooperation)
- Space Travelers (2000) (совместно с Media.Vision)
- Stray Sheep (2001)
- The Diary of Tortov Roddle (2003)
- Nanami-chan (2004—2009) (совместно с Group TAC)
- Zipang (2004—2005) (with Studio DEEN)
- Red Garden (2006—2007) (совместно с Gonzo)
- Kaiketsu Zorori: Quest for the Mysterious Treasure (2006) (совместно с Sunrise и Asia-Do)
- La Maison en Petits Cubes (2008) (81st Academy Awards: Best Animated Short Film)
- Paper Rabbit Rope (2009—2011)
- Ring of Gundam (2009) (совместно с Sunrise)
- Uchurei (2009) (with Drop)
- Professor Layton and the Eternal Diva (2009) (совместно с Oriental Light and Magic, P.A. Works и LEVEL-5 Inc.)
- Friends: Mononoke Shima no Naki (2011) (совместно с Shirogumi Inc.)
- Carino Coni (2014)
- Stand By Me Doraemon (2014) (совместно с Shin-Ei Animation и Shirogumi)
- The Last: Naruto the Movie (2014) (совместно с Pierrot)

Рекламная копия аниме от Madhouse Studios
- The Girl Who Leapt Through Time (2006)
- Summer Wars (2009)
- Wolf Children (2012)

### Дорамы
- Returner (2002)
- Always: Sunset on Third Street (2003)
- Always: Sunset on Third Street 2 (2007)
- K-20: Legend of the Mask (2008)
- Space Battleship Yamato (2010)
- Wild 7 (2011)
- Always: Sunset on Third Street 3 (2011)
- The Eternal Zero (2013)
- Parasyte: Part 1 (2014)
- Assassination Classroom (2015)
- Parasyte: Part 2 (2015)
- Chihayafuru: Kami no Ku (2016)
- A Man Called Pirate (2016)
- Terra Formars (2016)
- March Comes in Like a Lion (2017)

### Видеоигры
- Ehrgeiz (1998)
- GunGriffon Blaze (2000)
- The Onimusha Series (2001—2012)
- Resident Evil Zero (2002)
- Clock Tower 3 (2002)
- Baten Kaitos: Eternal Wings and the Lost Ocean (2003)
- Xenosaga Episode II: Jenseits von Gut und Böse (2004)
- Zoo Keeper (2004)
- Grandia III (2005)
- Haunting Ground (2005)
- Super Smash Bros. Brawl (2008)